# Mellitidae
Famille
Les Mellitidae sont une famille d'oursins Clypéastéroïdes (sand dollar).

## Caractéristiques
Ce sont des oursins plats, d'où leur surnom anglais de sand dollars, du fait de leur ressemblance avec une grosse pièce.
Leur forme est arrondie, avec un test (coquille) perforé, généralement couvert de radioles (piquants) fines et courtes formant un tapis permettant la progression dans le sable. La bouche est très réduite, et occupe une position centrale sur la face inférieure ; la lanterne d'Aristote (appareil masticateur) est modifiée en « moulin à sable » plat. L'anus se trouve après la bouche, au début de la lunule anale.

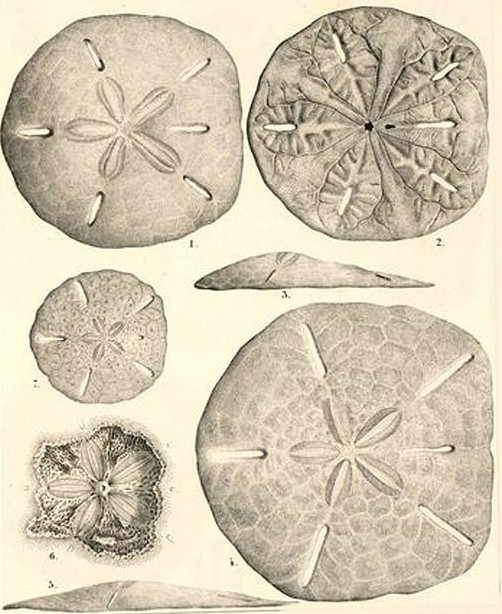
Leodia sexiesperforata par Louis Agassiz (1841).

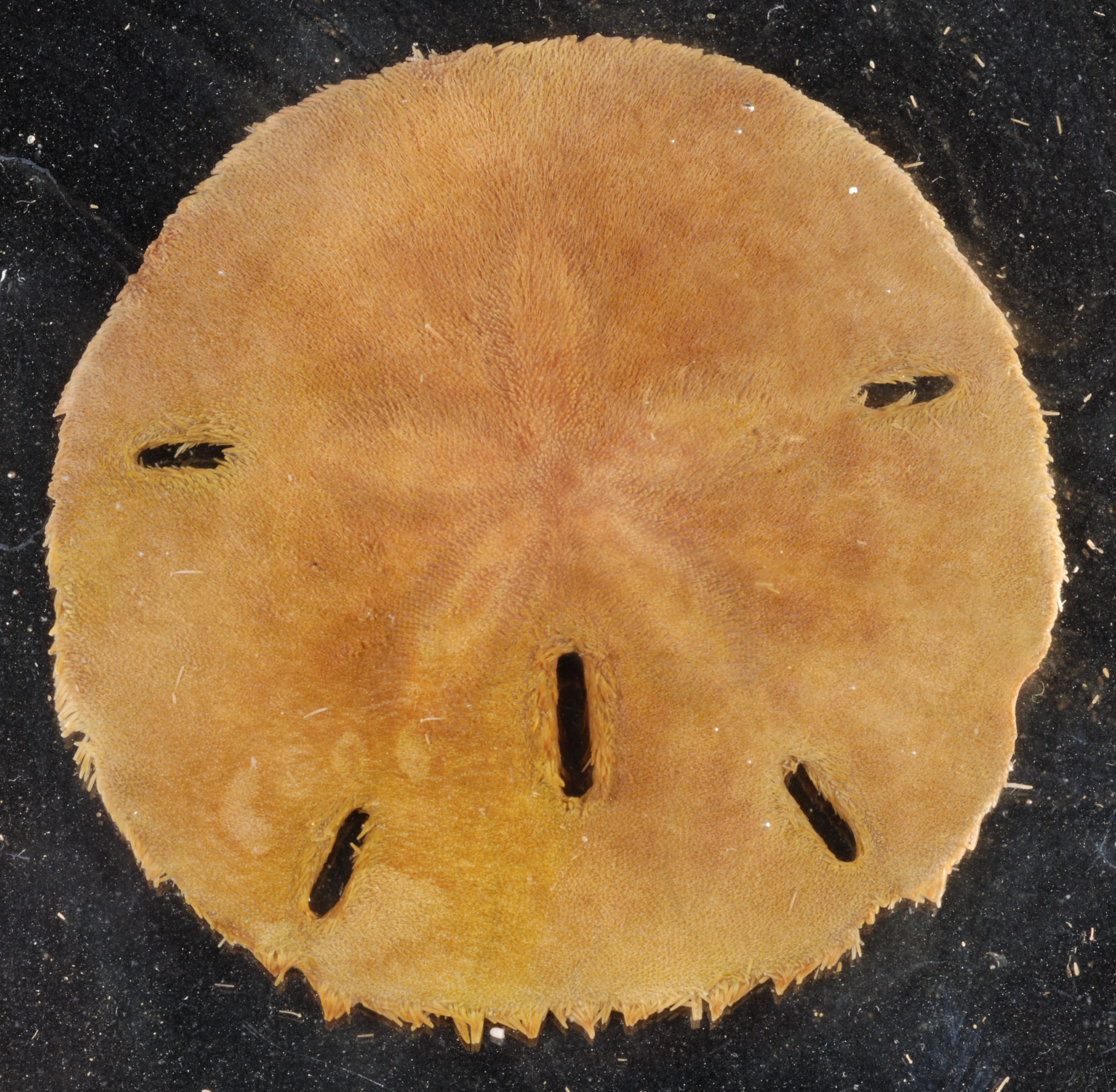
Mellita isometra entier, vivant.

### Caractéristiques squelettiques
Le test de ces oursins est très plat, et renforcé l'intérieur par un système complexe de contreforts, formant un système de microcanaux à la périphérie.
Les zones ambulacraires et interambulacraires sont de largeur similaire à l'ambitus ; les pores et les podia s'étendent jusque sur les zones interambulacraires. Les pétales ambulacraires sont bien développés et visibles, la plupart du temps fermés distalement. Le disque basicoronal est petit, les éléments interambulacraires pointus mais peu étirés. L'ouverture du périprocte est située sur la face orale, entre le péristome et la lunule anale. Des encoches perradiales ou des lunules sont présentes sur certains ou tous les ambulacres.
Les sillons nutritifs sont très développés, bifurquant au bord du cercle basicoronal et finement ramifiés distalement.

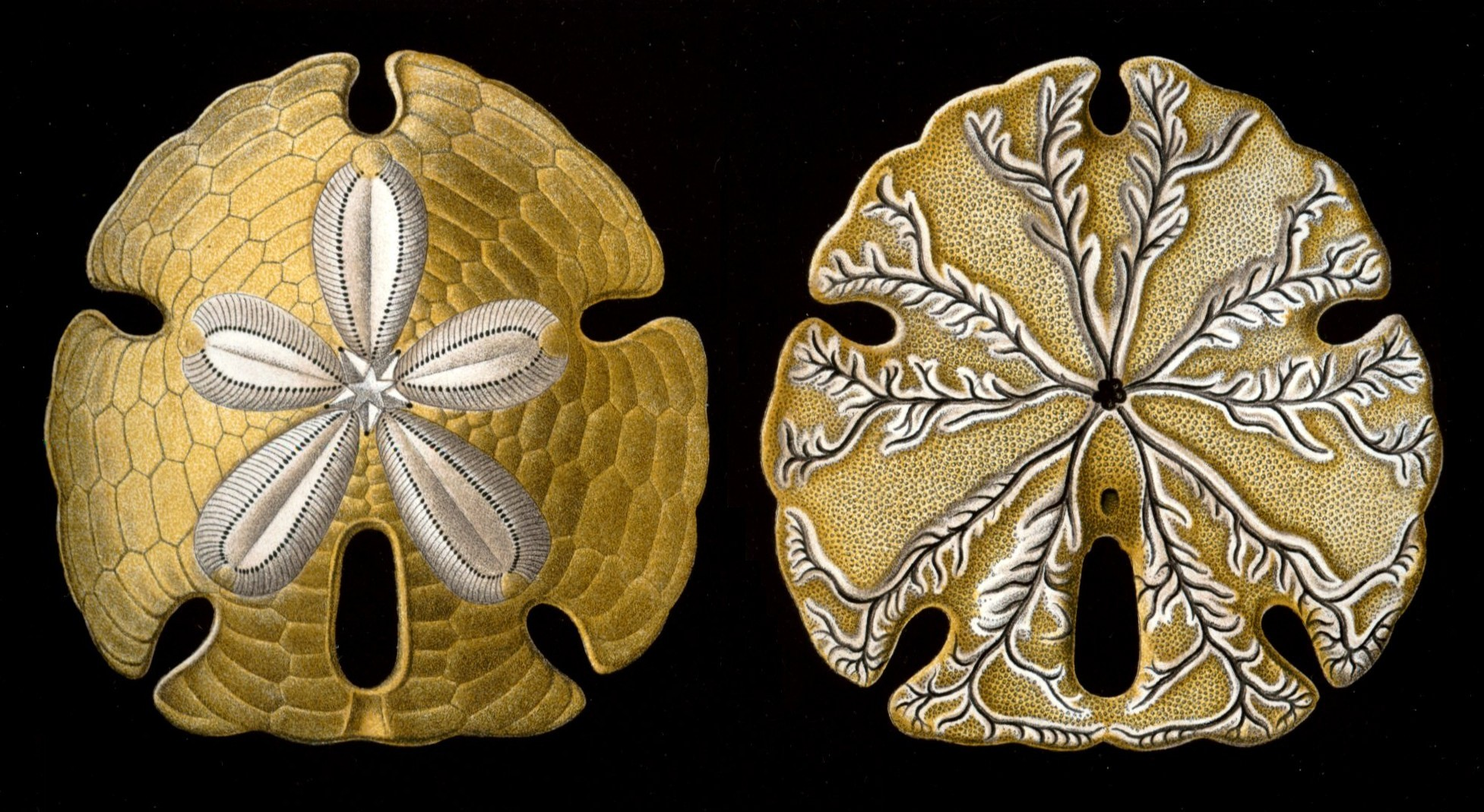
Encope emarginata dessinée par Ernst Haeckel dans les Formes artistiques de la nature (1904).

Cette famille est apparue au Miocène, et on la trouve tout autour du Nouveau Monde.

## Liste des genres
Selon World Register of Marine Species (30 septembre 2013) :
- genre Encope L. Agassiz, 1841 -- 9 espèces actuelles : 1 lunule anale et 5 lunules ou encoches ambulacraires.
- genre Lanthonia Coppard, 2016 -- 2 espèces actuelles (Pacifique) : 5 lunules
- genre Leodia Gray, 1851 -- 1 espèce actuelle (Atlantique) : 6 lunules
- genre Mellita L. Agassiz, 1841 -- 5 espèces actuelles : 5 lunules
- genre Mellitella (Duncan, 1889) -- 1 espèce actuelle (Pacifique) : 1 lunule anale et 5 lunules ou encoches ambulacraires.

ITIS (30 septembre 2013) ne reconnaît pas le genre Mellitella.
| Espèces actuelles de l'Atlantique - Encope aberrans Martens, 1867 -- Atlantique ouest de la Caroline du Nord au Yucatan - Encope emarginata (Leske, 1778) -- du Yucatan sud à l'Uruguay - Encope michelini L. Agassiz, 1841 -- Atlantique ouest de la Caroline du Nord au Yucatan - Leodia sexiesperforata (Leske, 1778) -- de la Caroline du Sud à l'Argentine - Mellita isometra Harold & Telford, 1990 -- Côte est des États-Unis (de Nantucket à la Floride) - Mellita quinquiesperforata (Leske, 1778) -- Golfe du Mexique (de la Louisiane au Brésil) - Mellita tenuis H. L. Clark, 1940 -- Golfe du Mexique (de la Floride occidentale à la Louisiane) | Espèces actuelles du Pacifique - Encope borealis -- Golfe de Californie - Encope californica -- Golfe de Californie - Encope galapagensis A.H. Clark, 1946 -- Galapagos - Encope grandis L. Agassiz, 1841 -- Golfe de Californie - Encope laevis H.L. Clark, 1948 -- Pacifique est central (Nicaragua) - Encope micropora L. Agassiz, 1841 -- Pacifique est (espèce la plus largement répandue de cet océan) - Encope perspectiva L. Agassiz, 1841 -- Pacifique est central (du Mexique au Panama) - Encope wetmorei A.H. Clark, 1946 -- Pacifique est central (du Mexique au Panama) - Lanthonia grantii Mortensen, 1948 -- Golfe de Californie et région de Panama - Lanthonia longifissa Michelin, 1858 -- Pacifique tropical est et Galapagos - Mellita kanakoffi Durham, 1961 -- Golfe de Californie et région de Panama (Pacifique) - Mellita notabilis H. L. Clark, 1947 -- Pacifique tropical est - Mellitella stokesii (L. Agassiz, 1841) -- Région de Panama |

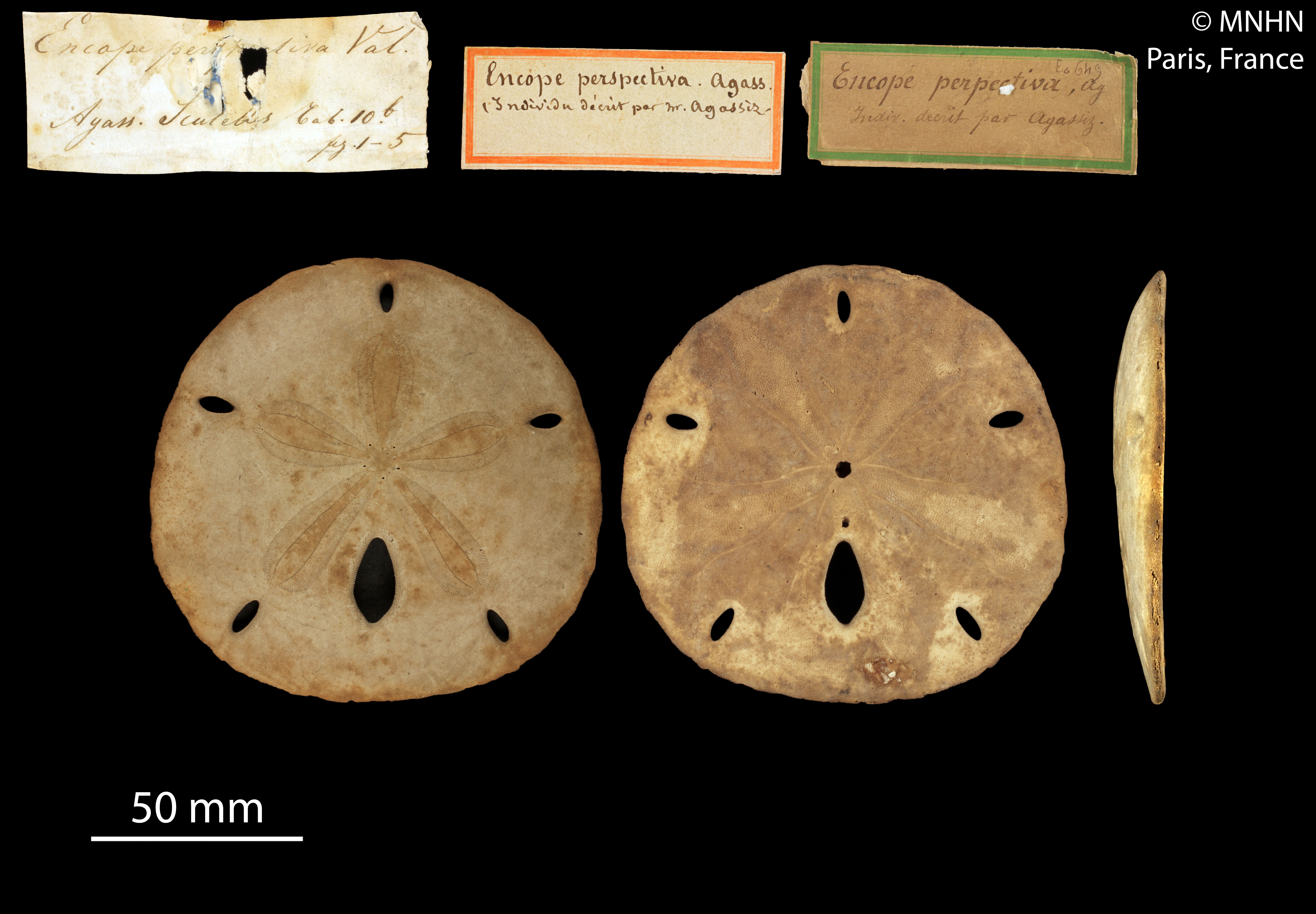
Encope perspectiva (MNHN)
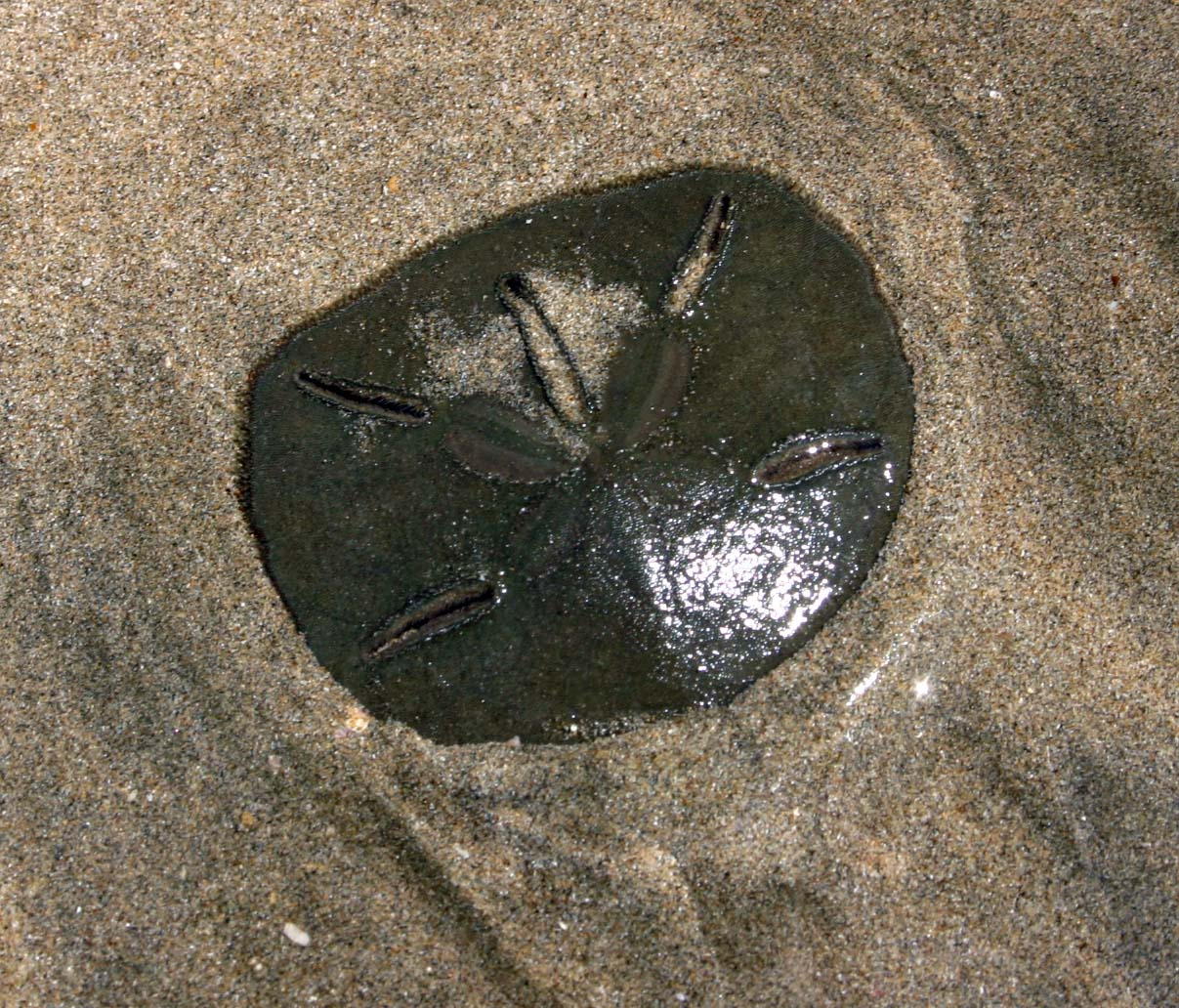
Lanthonia longifissa.
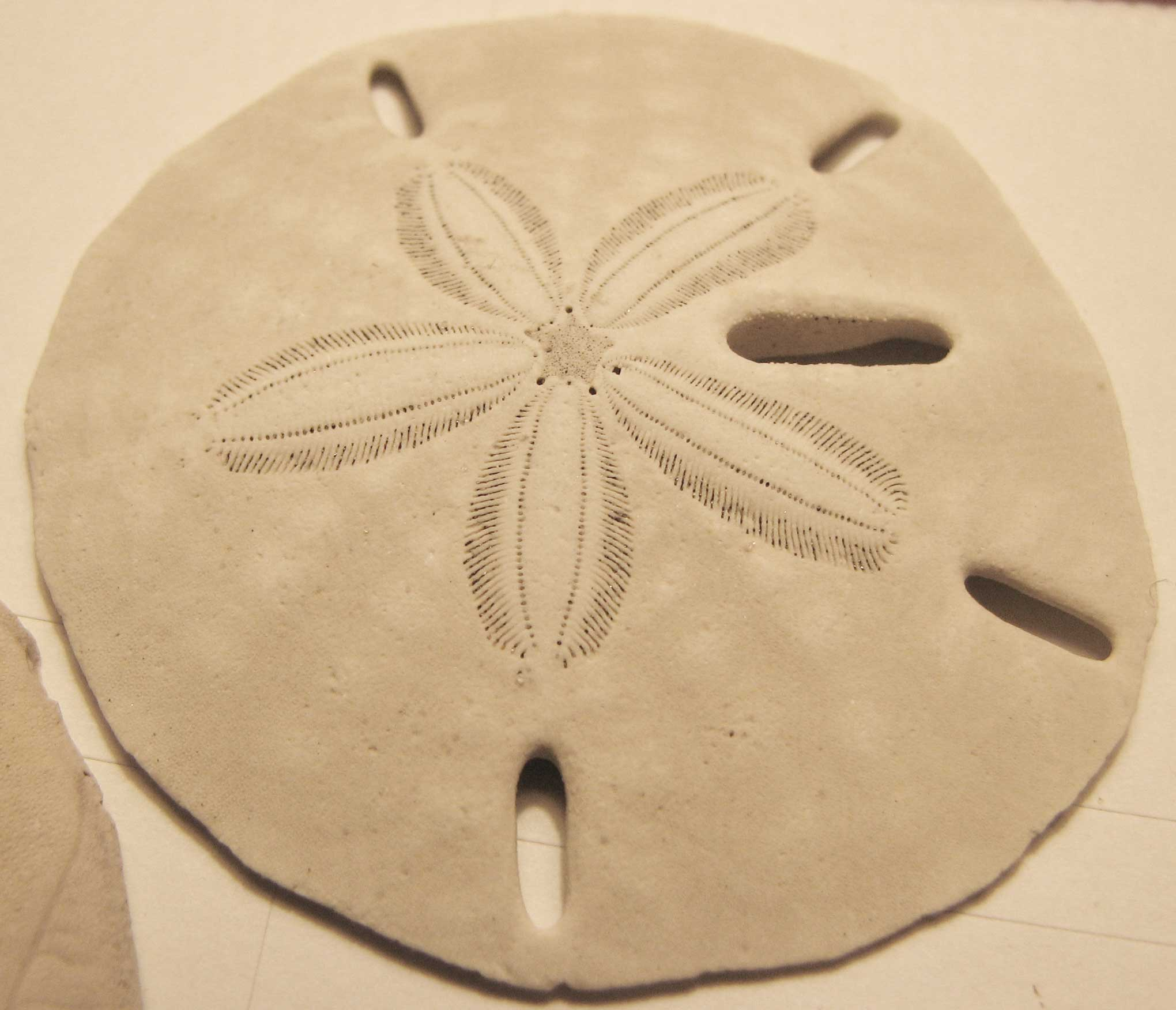
Test de Mellita quinquiesperforata.
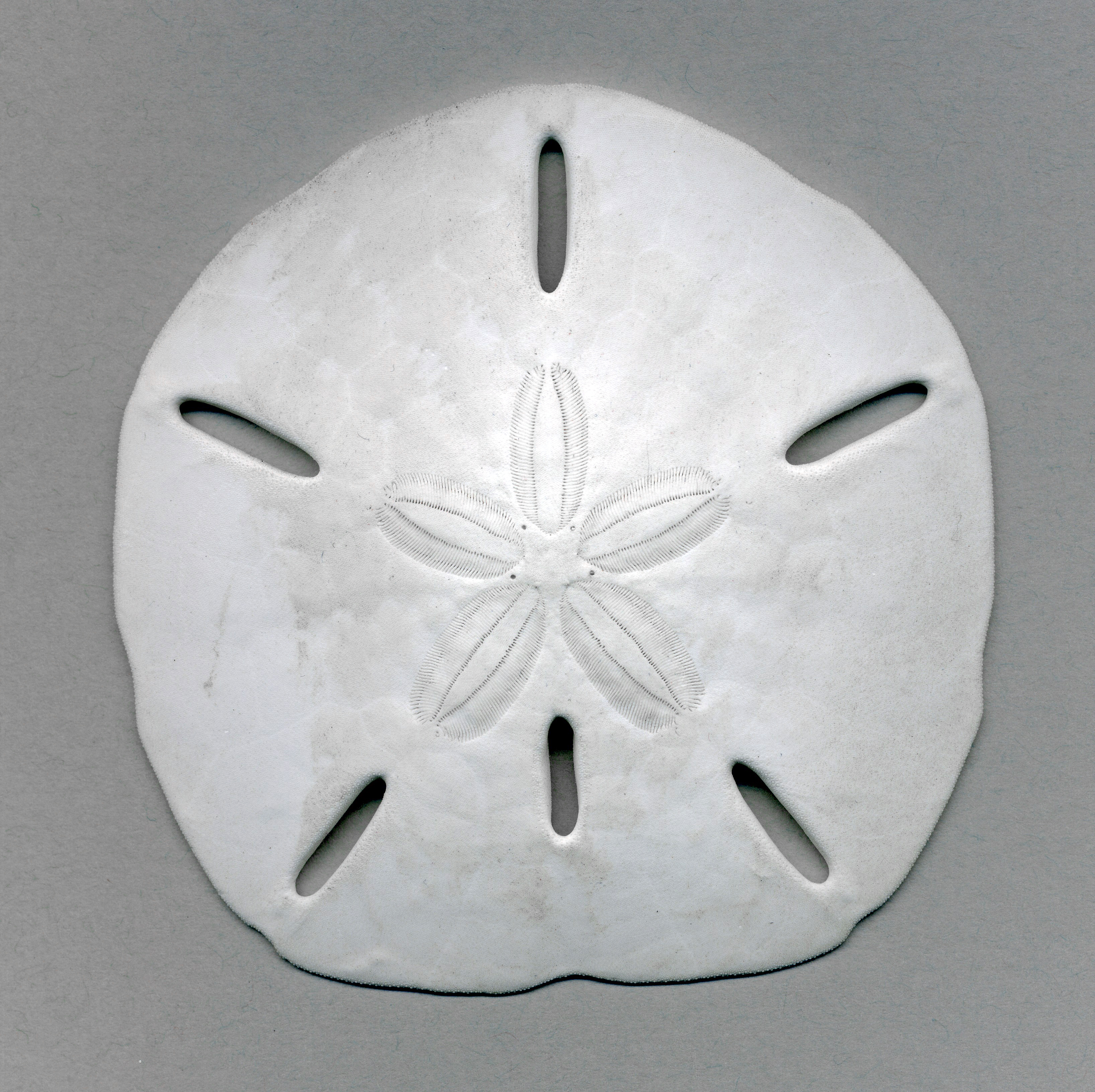
Leodia sexiesperforata
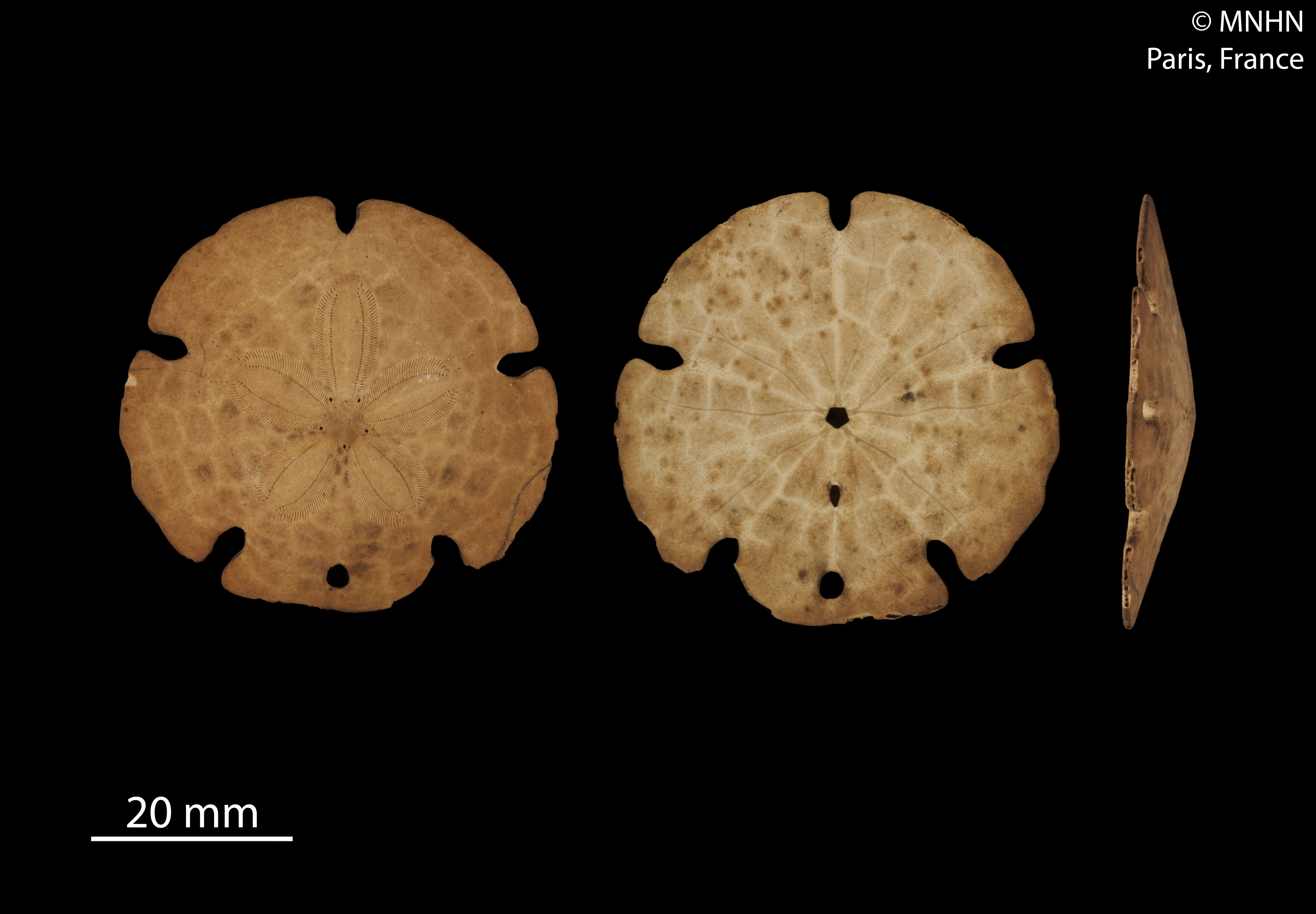
Mellitella stokesii (MNHN)

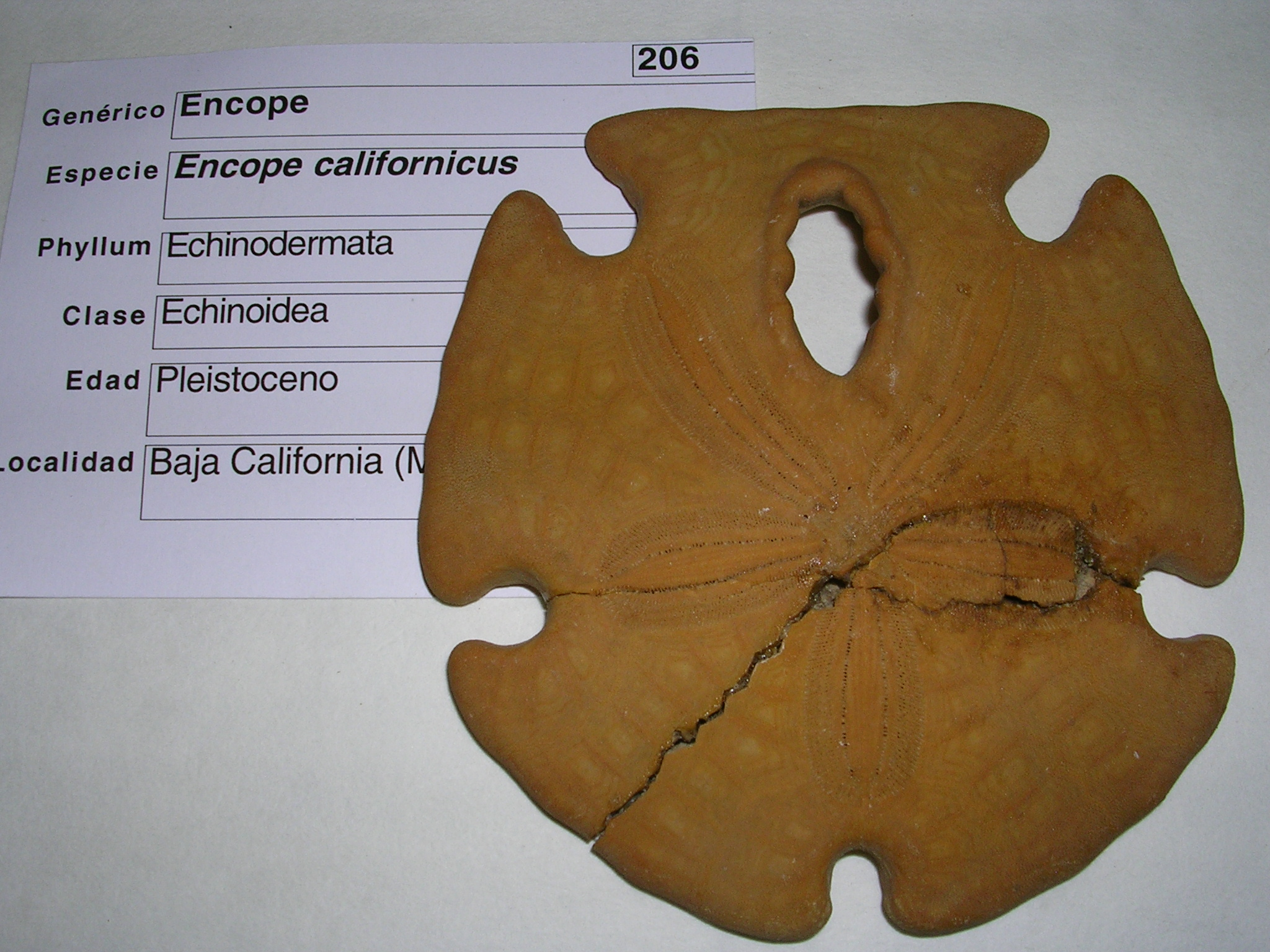
Fossile d’Encope californicus.
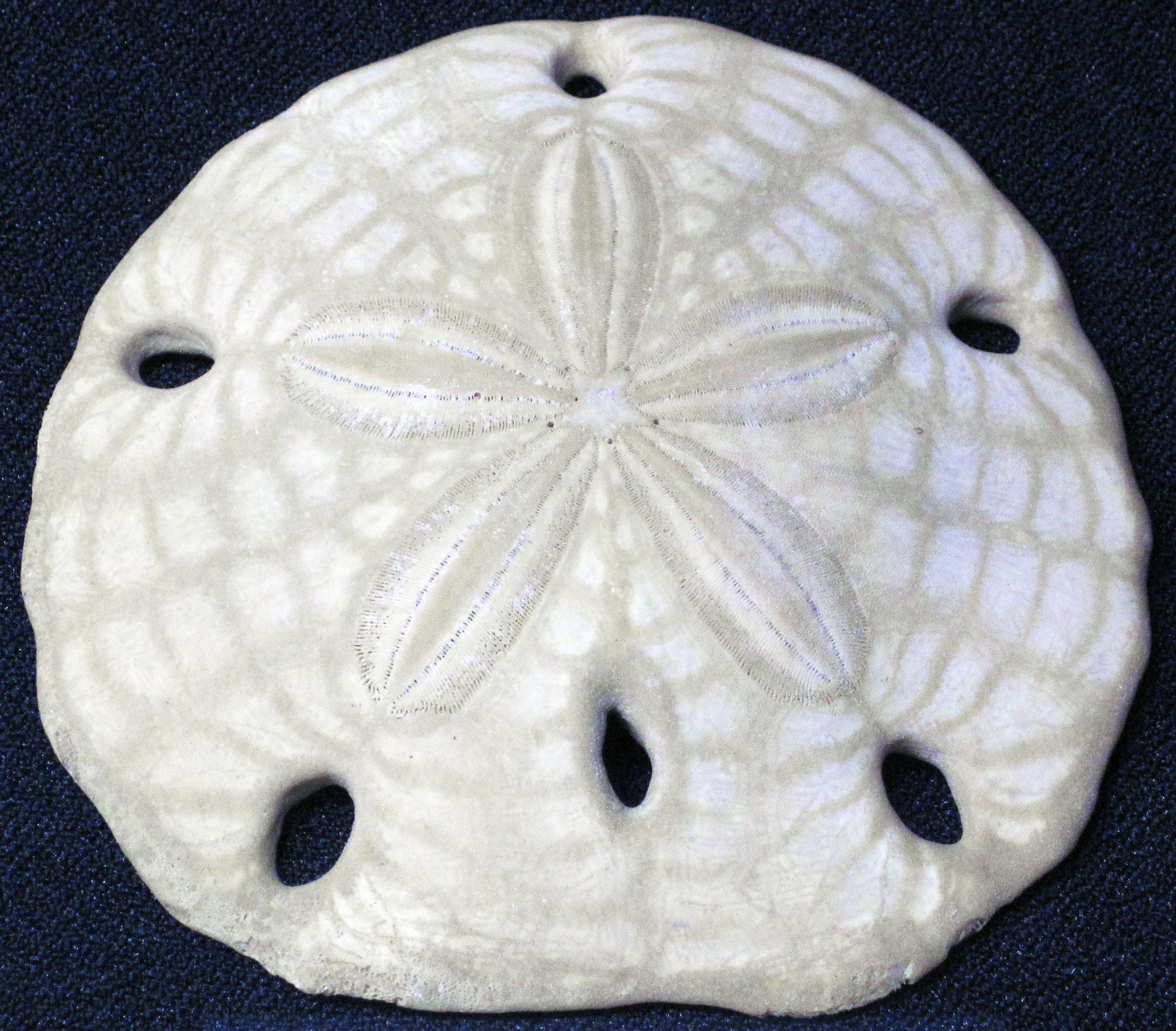
Fossile de Mellitella californica.